# جغرافيا البحرين
البحرين هي دولة أرخبيلية تتكون من 33 جزيرة طبيعية والعديد من الجزر الصناعية. تقع في الخليج العربي في جنوب غرب آسيا. يبلغ الطول الإجمالي لحدودها 161 كم وتبلغ مساحتها 779.95 كم مربع ، وهي أصغر دولة عربية من حيث المساحة. تعد البحرين بلداً سهلياً حيث تغطي السهول جميع سواحلها وجزرها. مناخ البحرين صحراوي حار بسبب وقوع البحرين قرب خط الاستواء.
أعلى قمة في البحرين هي قمة جبل الدخان بارتفاع يبلغ 134 متراً، تحتل هذه القمة الترتيب ما قبل الأخير لأعلى القمم في الوطن العربي والمرتبة 228 على مستوى العالم. أخفض نقطة في البحرين هي مستوى سطح البحر. تخلو طبيعة البحرين من الأنهار والجبال والغابات وأغلب أراضيها صحراء.

## التطور الجيولوجي
كانت البحرين ومنطقة الخليج العربي حتى منتصف الزمن الجيولوجي الثالث مغمورة بالمياه، وعلى أثر اصطدام الصفيحة العربية بالصفيحة الأوراسية، تعرضت صخور تلك المنطقة للالتواء وشكّلت قبباً محدبة وبدأت تظهر فوق سطح الماء من بينها البحرين. وفي الزمن الجيولوجي الرابع كانت المياه تغمر سواحل البحرين أحياناً وتنحسر عنها بسبب التغيرات المناخية التي تعرضت لها الأرض في ذلك الزمن.

## الموقع والمساحة

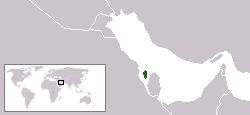
موقع البحرين بالنسبة للخليج وفي الإطار بالنسبة للعالم

تقع البحرين في جنوب غرب آسيا وسط الخليج العربي كجزء من الشرق الأوسط وتقع مملكة البحرين بين خطي عرض 25,30 و 26,20 شمالاً وبين خطي طول 50,18 و 50,55 شرقاً أي في النصف الشمالي من الكرة الأرضية والشرقي، يحدها من الجنوب الشرقي قطر ومن الغرب السعودية ومن الشمال إيران وتتشارك حدودها مع هذه الدول الثلاث بحدود بحرية فقط. تغطي البحرين مساحة 765.3 كم مربع في 2011 وهي بذلك تحتل المرتبة 198 بين دول العالم حسب المساحة وتعد أصغر دولة عربية. جزيرة البحرين هي أكبر جزيرة في أرخبيل البحرين حيث تُكون من المساحة الإجمالية نسبة 83%. وهذه المساحة تزيد كل عام بسبب أعمال ردم البحر المستمرة للمشاريع العمرانية والاقتصادية، فقد كانت مساحة البحرين الأصلية 660 كم مربع قبل أن تصل للمساحة الحالية. وإذا قورنت مساحة البحرين بالولايات الأمريكية المتحدة فإنها تعتبر أكبر من مدينة واشنطن بنسبة 3.5 مرات. طول الحدود الإجمالية هي 161 كم وهي أيضا طول الشريط الساحلي نظرا لأنها أرخبيل.

## التضاريس

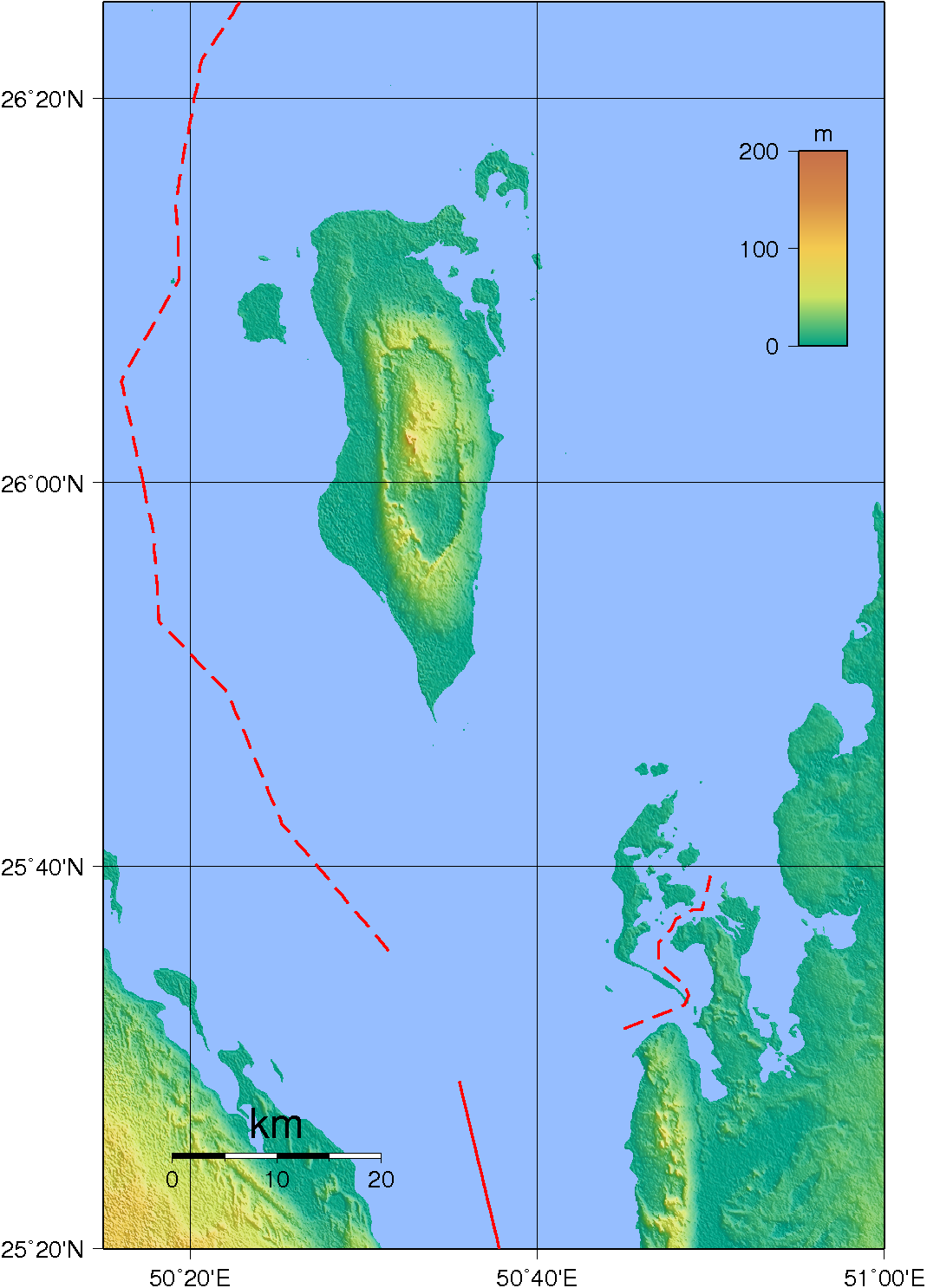
طبوغرافيا البحرين

بشكل عام، تعد أغلبية أراضي البحرين سهلية. تُقسم البحرين إلى ثلاث مناطق جغرافية : المنخفض الداخلي (الحوض الداخلي) والمنحدرات والأراضي المنخفض. الحوض الداخلي يحتل قلب الجزيرة الأم ويتخذ الشكل البيضاوي، ويحيط به جدار صخري، يتكون الحوض من كتلتين أرضيتين : كتلة جبل الدخان ومنخفض الغينة والشبك. أما المنحدرات فهي تحيط بالحوض الداخلي وتبدأ من أعالي الجدار الصخري منحدرة للأطراف. تحيط بالمنحدرات الأراضي المنخفضة التي تمتد بمحاذاة السواحل وتشمل باقي الجزر وتتمثل في الشريط السهلي الساحلي الشرقي والغربي والسهل الشمالي.
تُعد قمة جبل الدخان أعلى قمة في البحرين حيث تصل إلى 134 متراً بينما أخفض نقطة هي مستوى سطح البحر.

## التقسيم الإداري

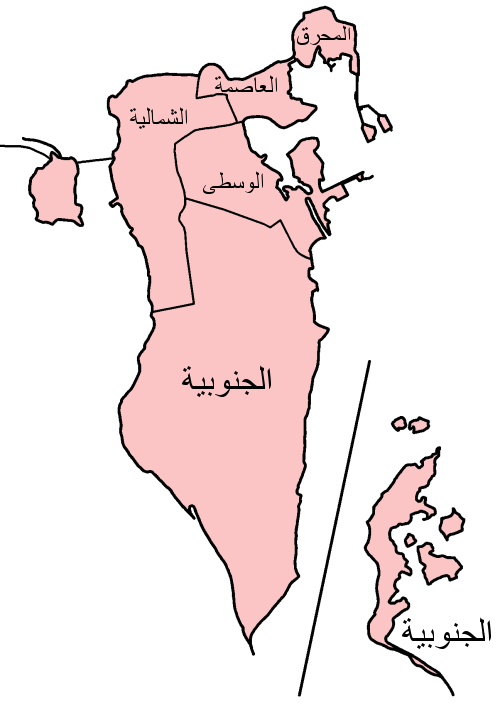
محافظات البحرين

تقسم مملكة البحرين إلى 5 محافظات، كل محافظة تحوي على 8 دوائر انتخابية وهي:
1. محافظة المحرق
2. محافظة العاصمة
3. المحافظة الشمالية
4. المحافظة الوسطى
5. المحافظة الجنوبية

كانت البحرين تقسم إدارياً إلى 12 منطقة هي: الحد والمحرق والمنامة وجد حفص والمنطقة الشمالية وسترة والمنطقة الغربية والمنطقة الوسطى والمنطقة الجنوبية ومدينة عيسى والرفاع ومدينة حمد، ثم أدخل نظام المحافظات إلى البحرين في 1996 لتقسم البحرين إلى أربع محافظات ليعاد تقسيمها في 2002 وتضاف المحافظة الوسطى

## المناخ
مناخ البحرين صحراوي حار لا يسمح بوقوع الثلوج يمتاز بفصلين الشتاء الذي يمتد من نوفمبر حتى أبريل، والصيف الذي يمتد من أكتوبر.ى أكتوبر. تتميز البحرين بارتفاع نسبة الرطوبة طيلة أيام السنة ويبلغ متوسط الرطوبة السنوي في حده الأعلى 81% وفي حده الأدنى 45%، وأيضاً بارتفاع عدد ساعات السطوع الذي يصل في حده الأعلى إلى 12 ساعة. يتميز الشتاء في البحرين باعتدال حرارته التي تبلغ حوالي 20,8 درجة مئوية. وتطغى على البحرين في هذا الفصل رياح شمالية غربية وأحياناً رياح جنوبية شرقية رطبة ودافئة. تتساقط الأمطار في هذا الفصل أمطار يبلغ معدلها السنوي 74 ملم وقد يتغير معدل الأمطار من سنة لأخرى.
يتميز فصل الصيف بحرارته المرتفعة التي يبلغ معدلها 32 درجة مئوية وتتعرض البحرين في هذا الفصل لهبوب رياح البارح الشمالية وتمتد من 5 يونيو إلى 40 يوليو. وأيضاً رياح الكوس الجنوبية الشرقية في شهري أغسطس وسبتمبر وهي رياح حارة رطبة.
| البيانات المناخية لـالبحرين  | البيانات المناخية لـالبحرين | البيانات المناخية لـالبحرين | البيانات المناخية لـالبحرين | البيانات المناخية لـالبحرين | البيانات المناخية لـالبحرين | البيانات المناخية لـالبحرين | البيانات المناخية لـالبحرين | البيانات المناخية لـالبحرين | البيانات المناخية لـالبحرين | البيانات المناخية لـالبحرين | البيانات المناخية لـالبحرين | البيانات المناخية لـالبحرين | البيانات المناخية لـالبحرين |
| الشهر                        | يناير                       | فبراير                      | مارس                        | أبريل                       | مايو                        | يونيو                       | يوليو                       | أغسطس                       | سبتمبر                      | أكتوبر                      | نوفمبر                      | ديسمبر                      | المعدل السنوي               |
| ---------------------------- | --------------------------- | --------------------------- | --------------------------- | --------------------------- | --------------------------- | --------------------------- | --------------------------- | --------------------------- | --------------------------- | --------------------------- | --------------------------- | --------------------------- | --------------------------- |
| متوسط درجة الحرارة الكبرى °ف | 68.0                        | 70.2                        | 76.5                        | 84.6                        | 93.4                        | 97.5                        | 100.2                       | 100.4                       | 97.7                        | 91.6                        | 82.0                        | 72.1                        | 86.2                        |
| متوسط درجة الحرارة الصغرى °ف | 50.2                        | 58.8                        | 64.0                        | 70.7                        | 78.8                        | 83.8                        | 86.7                        | 86.9                        | 83.5                        | 77.9                        | 70.2                        | 61.2                        | 72.7                        |
| معدل هطول الأمطار إنش        | 0.57                        | 0.63                        | 0.55                        | 0.39                        | 0.04                        | 0                           | 0                           | 0                           | 0                           | 0.02                        | 0.15                        | 0.43                        | 2.78                        |
| متوسط درجة الحرارة الكبرى °م | 20.0                        | 21.2                        | 24.7                        | 29.2                        | 34.1                        | 36.4                        | 37.9                        | 38.0                        | 36.5                        | 33.1                        | 27.8                        | 22.3                        | 30.1                        |
| متوسط درجة الحرارة الصغرى °م | 10.1                        | 14.9                        | 17.8                        | 21.5                        | 26.0                        | 28.8                        | 30.4                        | 30.5                        | 28.6                        | 25.5                        | 21.2                        | 16.2                        | 22.6                        |
| معدل هطول الأمطار مم         | 14.6                        | 16.0                        | 13.9                        | 10.0                        | 1.1                         | 0                           | 0                           | 0                           | 0                           | 0.5                         | 3.8                         | 10.9                        | 70.8                        |
| المصدر:                      |                             |                             |                             |                             |                             |                             |                             |                             |                             |                             |                             |                             |                             |

## الموارد الطبيعية
تعد محدودية الموارد الطبيعية في البحرين أحد أهم المشاكل الاقتصادية التي تعانيها الدولة. ويعتبر النفط اقتصاديا المورد الأهم. وقد كان اللؤلؤ قديماً هو المورد المعدني الرئيسي في البحرين، أما الآن فإن الألمنيوم هو المورد المعدني الرئيسي وينتج في شركة ألبا  لدى البحرين ثلاث طبقات للمياه الجوفية، طبقة العلات (الخزان أ) التي تستخدم للزراعة وهي محدودة جداً ونوعية مياهها مقبولة، وطبقة الخبر (الخزان ب) التي تتعرض إلى خطر النضوب والتملح الصالحة للاستخدام المنزلي ونوعية مياهها جيدة وهي الطبقة الرئيسية في البحرين، وطبقة الروس أو أم الرضمة (الخزان ج) ونوعية مياهها مالحة وتستخدم للأغراض الصناعية.
النفط والغاز الطبيعي أحد أهم الموارد الطبيعية في البحرين ويعتمد الاقتصاد البحريني بشكل كبير عليهما. ويُستخرج النفط من حقل البحرين البري الذي يقع في قلب الجزيرة الأم ومن حقل أبو سعفة البري بالقرب من رأس تنورة.أما عن الغاز فإنه يُستخرج من حقل البحرين إما مصاحباً للنفط أو مستقلاً عنه، وأكثر الغاز المستقل يستخرج من طبقة الخف ويشكل 77% من مجمل الغاز في البحرين. يُعد النفط والغاز في البحرين محدودين؛ لذا تبحث الدولة عن موارد أخرى تعتمد عليها في المستقبل بدلاً من النفط والغاز.
يشارك عدد قليل جداً من السكان في الزراعة، وذلك بسبب محدودية الأراضي الصالحة للزراعة التي لاتشكل سوى 5,8% من مجمل مساحة البحرين والمحاصيل الدائمة 5,6% ، لافتقارها لمياه الري وملوحة التربة وافتقارها للمواد العضوية، ولم يُزرع منها سوى 74% من مجمل الأراضي الصالحة للزراعة، أي أن مجمل الأراضي المزروعة تشكل نسبة 4,2% وتنحصر في شريط ساحلي ضيق من المنامة شمالاً حتى الزلاق غرباً

## النقاط المهمة
- أعلى نقطة: تلة جبل الدخان 134 متر.
- أخفض نقطة: مستوى سطح البحر.
- النقطة الشمالية القصوى: تقع في أرخبيل ديار المحرق.
- النقطة الجنوبية القصوى: تقع في جزيرة حوار.
- النقطة الشرقية القصوى: تقع في جزيرة سواد الجنوبية.
- النقطة الغربية القصوى: الجزيرة الوسطى.[5]

## الأخطار البيئية
تتمثل الأخطار الطبيعية في البحرين في العواصف الترابية والجفاف الدوري. تعاني البحرين من التصحر نتيجة تجريف الأراضي الزراعية المحدودة، والجفاف الدوري والعواصف الترابية والتآكل الساحلي. وتحدث خسائر بالشريط الساحلي والشعب المرجانية والنباتات البحرية، نتيجة بقع الزيت من صرف ناقلات النفط العملاقة ومصافي النفط ومحطات التوزيع. وتُعاني أيضاً من نقص مصادر المياه العذبة لذا تُعد المياه الجوفية ومياه البحر من المصادر الوحيدة لكافة احتياج البلاد من المياه.

### الاتفاقيات التي تشارك بها الدولة
شاركت البحرين في العديد من الاتفاقيات لمحاربة الأخطار البيئية التي تواجهها وتواجه الدول الأخرى. وهذه الاتفاقيات:
- اتفاقية التنوع البيولوجي
- اتفاقية الأمم المتحدة الإطارية عن تغير المناخ
- بروتوكول كيوتو عن تغير المناخ
- اتفاقية الأمم المتحدة لمكافحة التصحر
- اتفاقية بازل المتعلقة بمراقبة حركة المواد الخطرة عبر الحدود والتخلص منها
- اتفاقية المحافظة على الحياة البحرية
- اتفاقية فيينا لحماية طبقة الأوزون
- اتفاقية الأراضي الرطبة ذات الأهمية[4][5][9]